# Rågö (Västerviks skärgård)
Rågö (Västerviks skärgård) este o arie protejată (arie specială de conservare — SAC, sit de importanță comunitară — SCI) din Suedia întinsă pe o suprafață de 875 ha, integral pe uscat.

## Localizare
Centrul sitului Rågö (Västerviks skärgård) este situat la coordonatele 57°52′02″N 16°43′19″E / 57.8672°N 16.7219°E.

## Înființare
Situl Rågö (Västerviks skärgård) a fost declarat sit de importanță comunitară în decembrie 1998 pentru a proteja un număr necunoscut de specii din flora spontană și fauna sălbatică aflate în arealul zonei. Situl a fost protejat și ca arie specială de conservare în martie 2011.

## Biodiversitate
Situată în ecoregiunile boreală și marină baltică, aria protejată conține 11 habitate naturale: Mlaștini împădurite, Păduri caducifoliate de mlaștină fino-scandinave, Recifuri, Litoraluri nisipoase din Baltica boreală cu vegetație perenă, Golfuri mici largi și golfuri puțin adânci, Taiga vestică, Insulițe și insule mici din Baltica boreală, Pășuni de coastă din Baltica boreală, Lagune de coastă, Roci stâncoase cu vegetație pionieră de Sedo-Scleranthion sau Sedo albi-Veronicion dillenii, Pășuni din zone de pădure fino-scandinave.
La baza desemnării sitului se află un număr nedeclarat de specii protejate.